# 十全大補湯

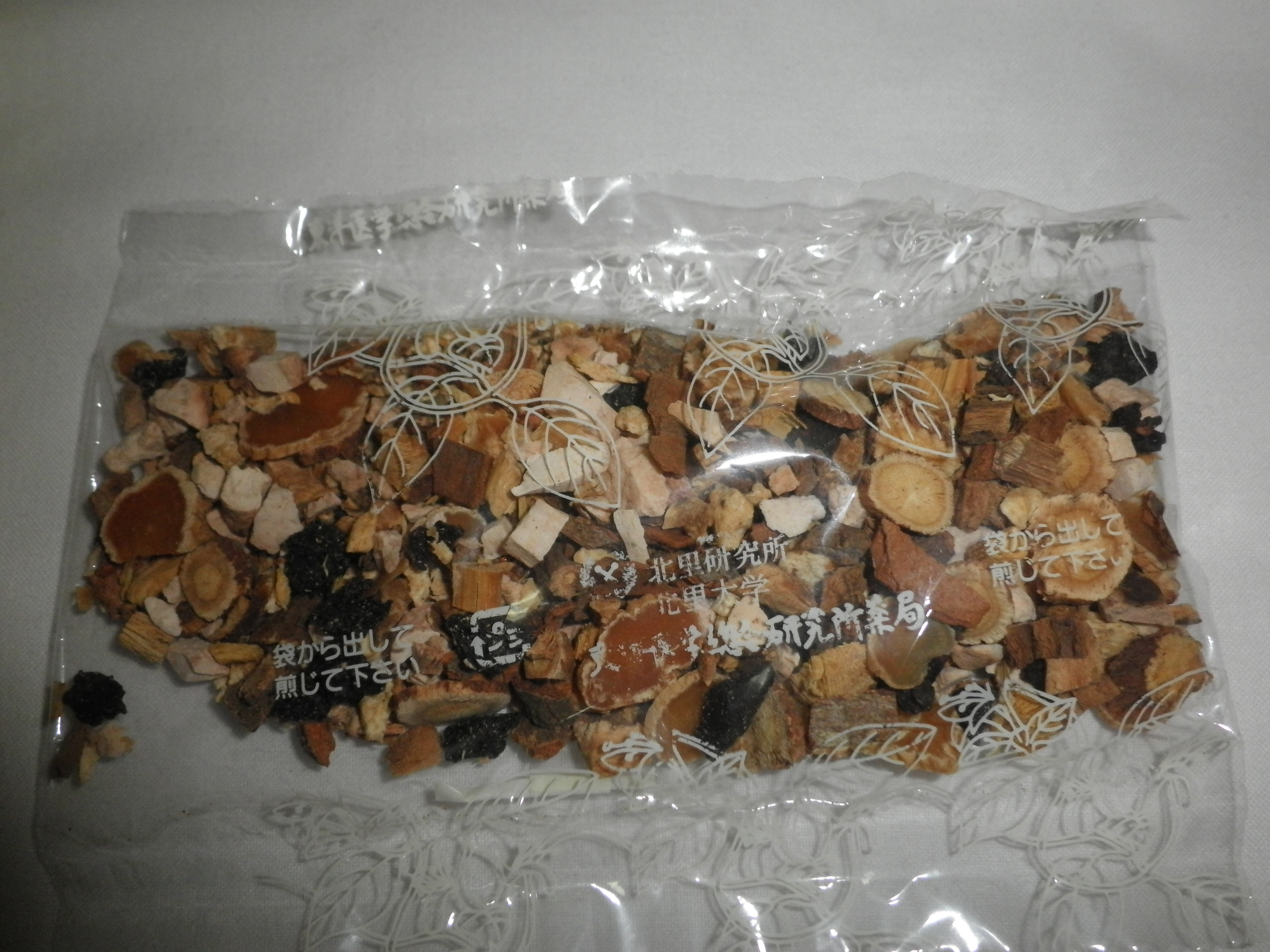
十全大補湯の煎じ薬。

十全大補湯（じゅうぜんたいほとう）とは、漢方薬の1種である。出典は『和剤局方』。補益剤の1つ。

## 組成

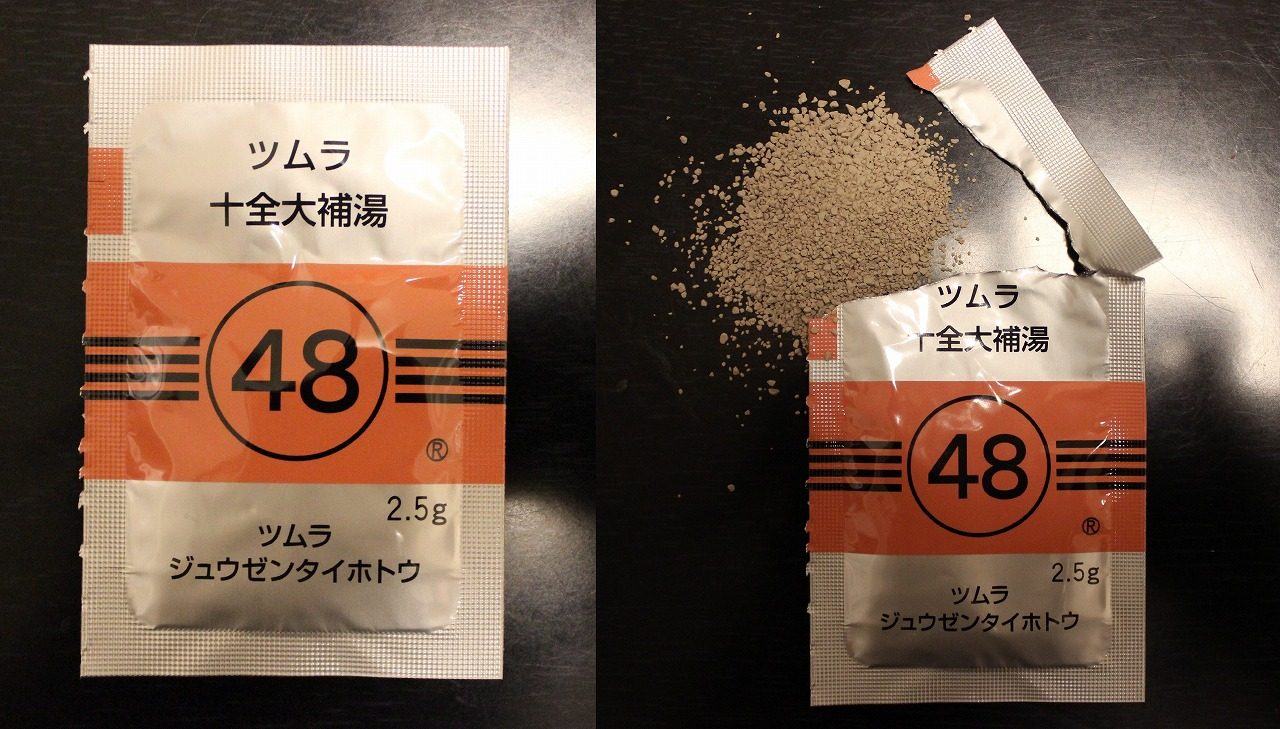
ツムラ十全大補湯エキス剤顆粒（医療用、右は開封し顆粒を示したところ）

四君子湯（人参・白朮・茯苓・甘草）と四物湯（地黄・当帰・川芎・芍薬）に黄耆・桂皮を加えた組成となっている。
処方例
- 黄耆（オウギ） 3.0
- 人参（ニンジン） 3.0
- 桂皮（ケイヒ） 3.0
- 当帰（トウキ） 3.0
- 川芎（センキュウ） 3.0
- 芍薬（シャクヤク）[2]3.0
- 熟地黄（ジオウ） 3.0
- 白朮（ビャクジュツ）[3][4]3.0
- 茯苓（ブクリョウ） 3.0
- 甘草（カンゾウ） 1.5

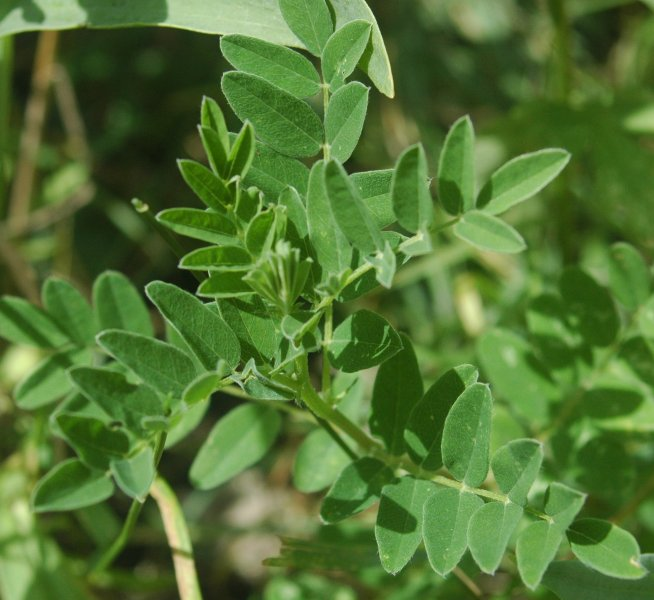
黄耆
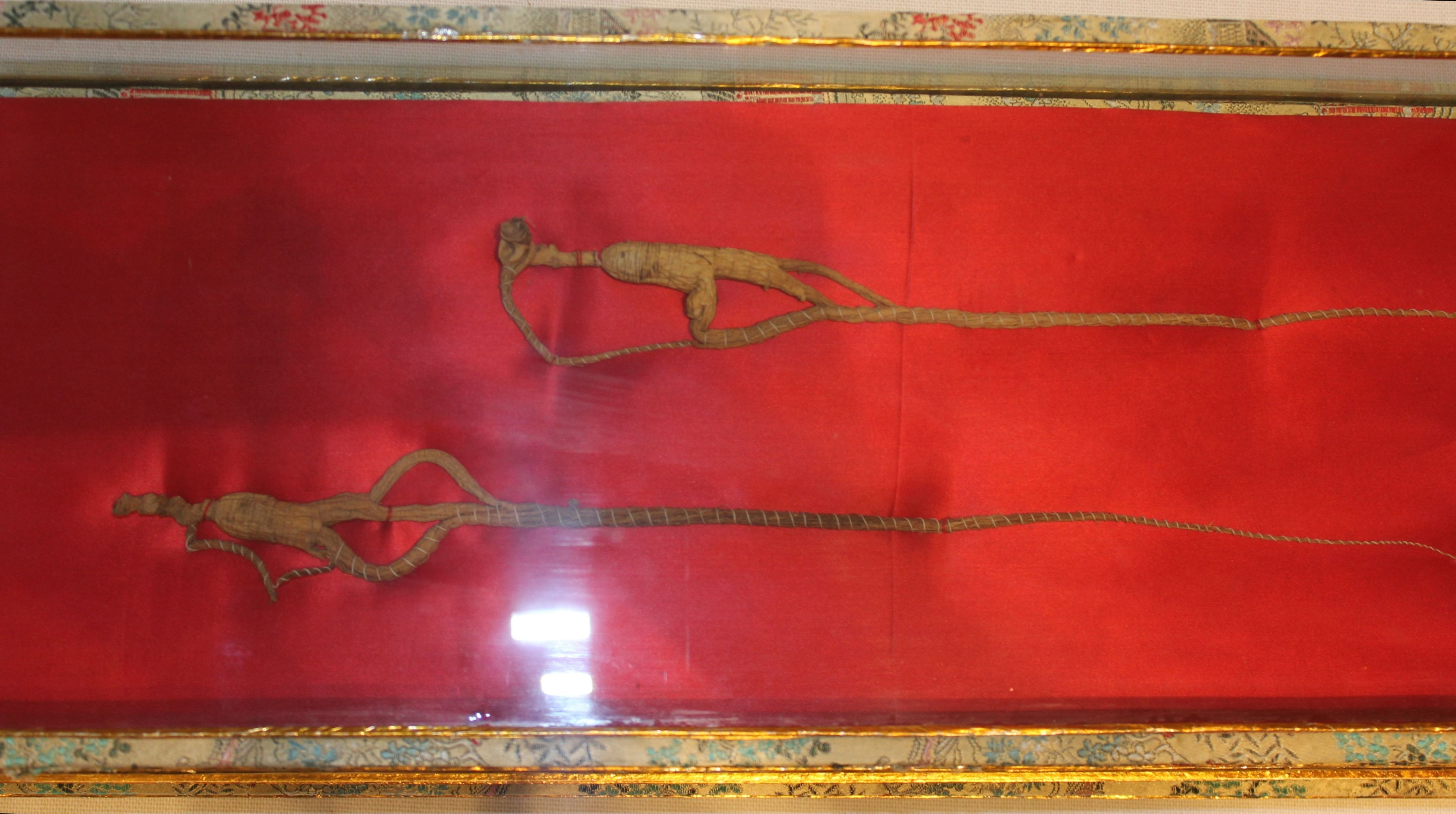
人参
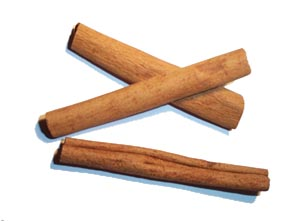
桂皮
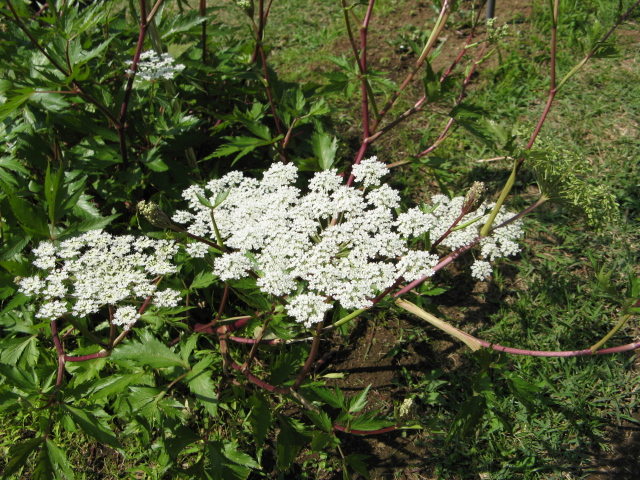
当帰
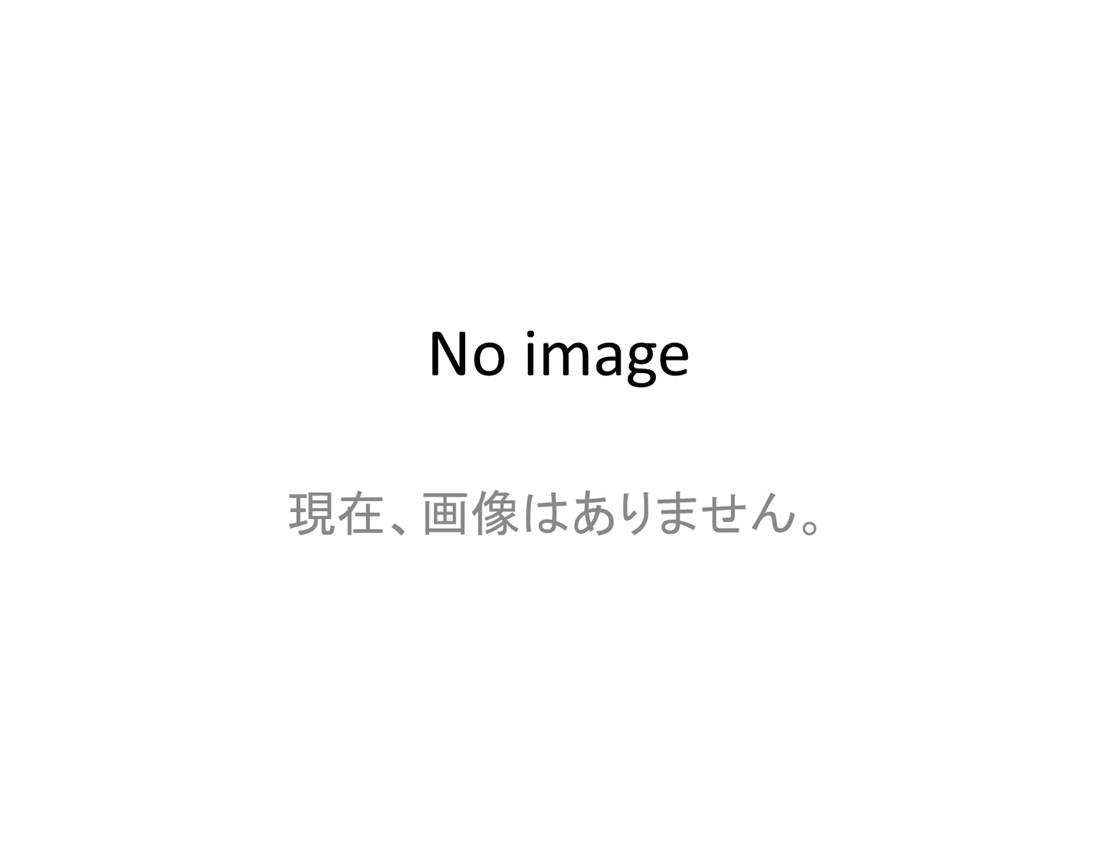
川芎
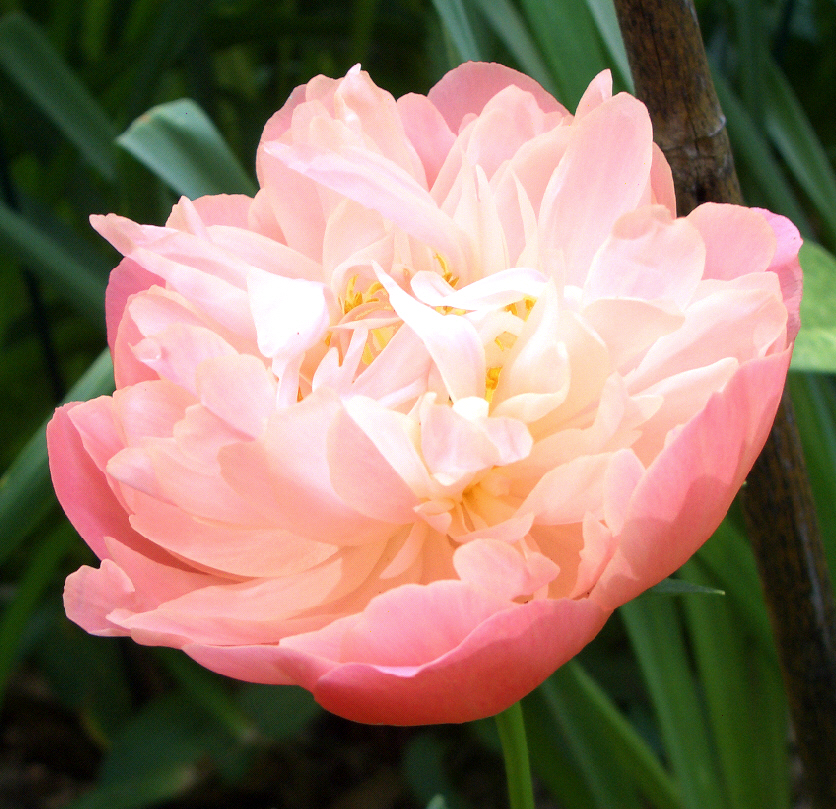
芍薬
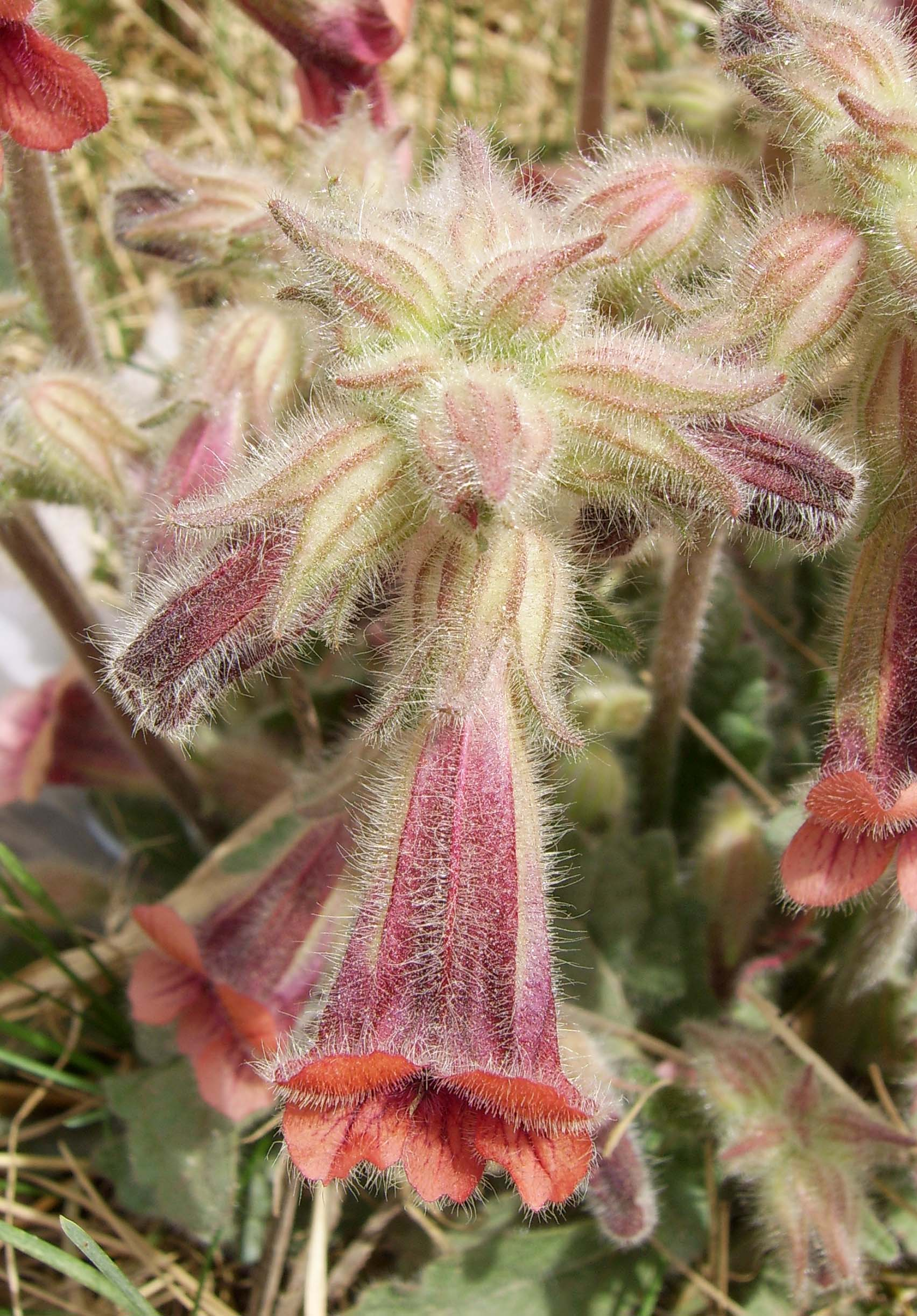
熟地黄
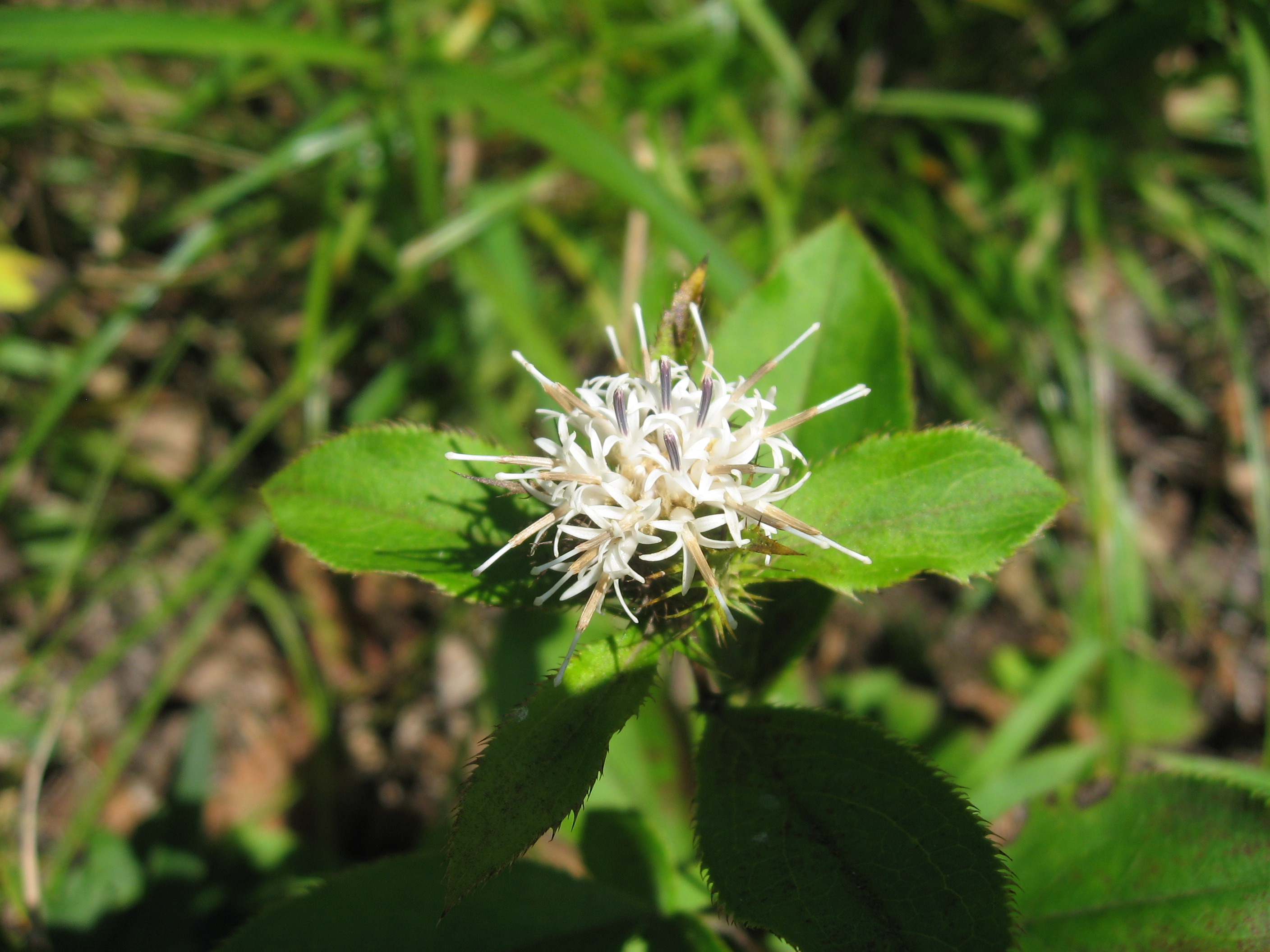
白朮
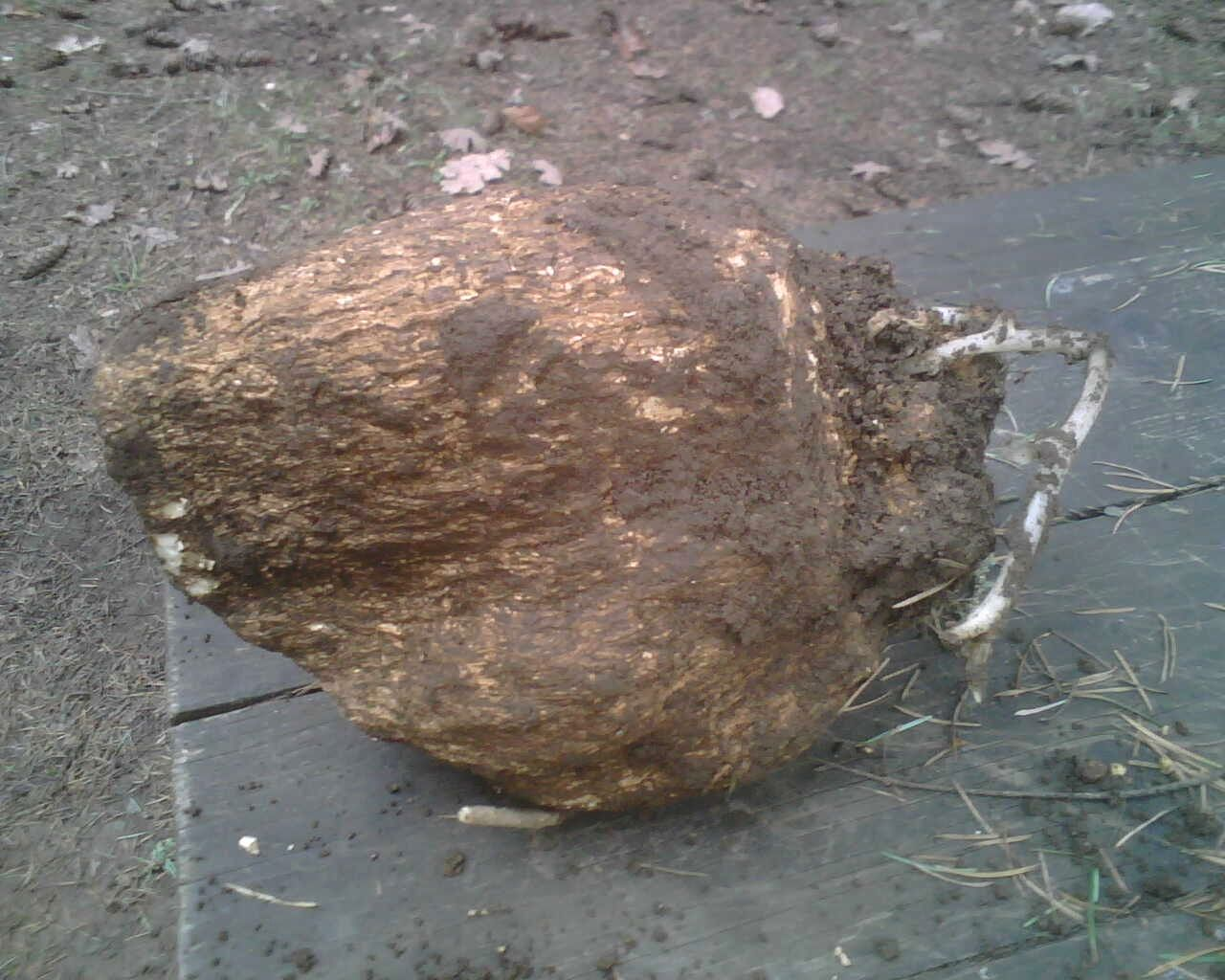
茯苓
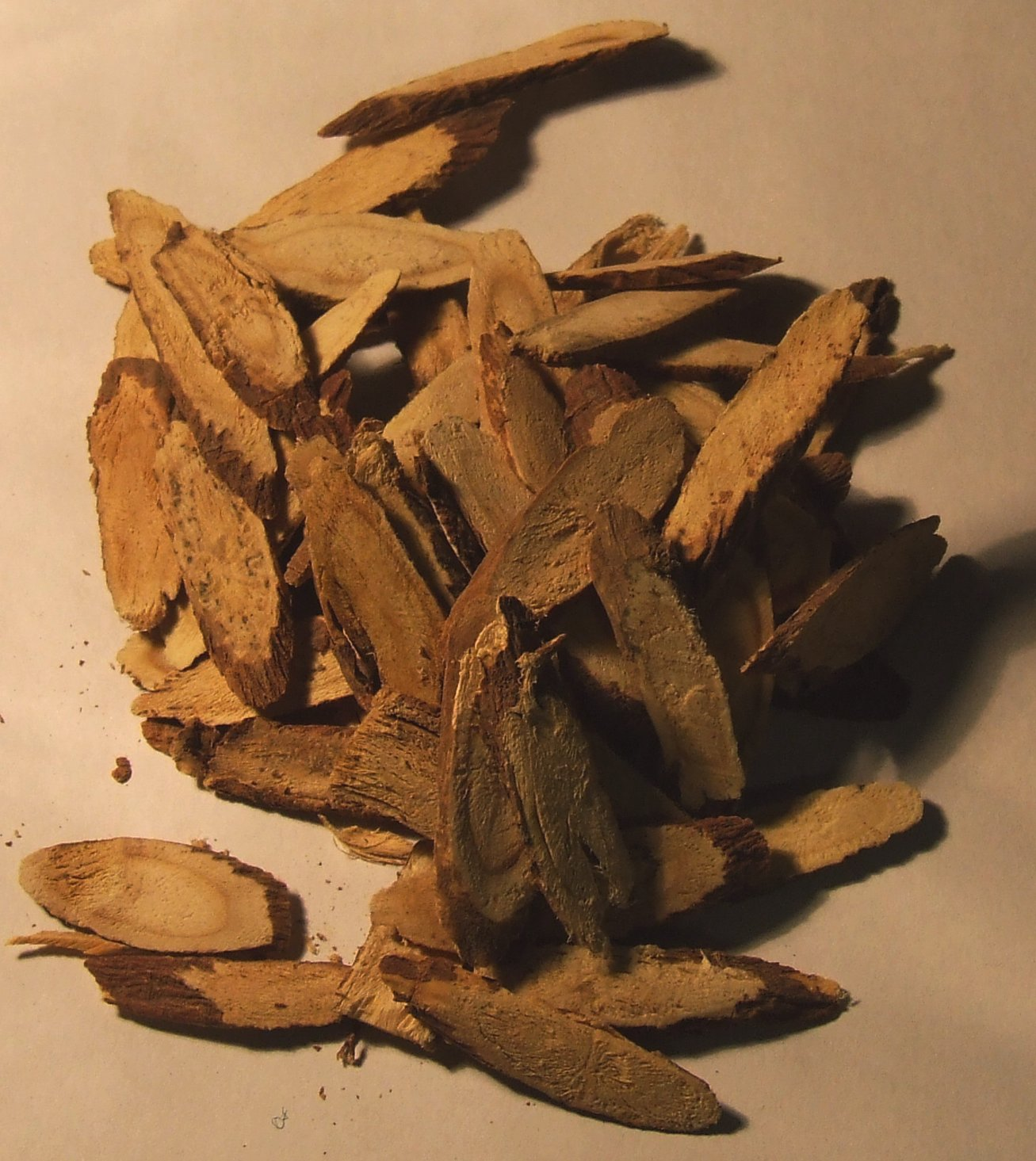
甘草

## 適応症
病後や術後の体力低下、疲労倦怠、食欲不振、寝汗、手足の冷え、貧血。

## 副作用
- 偽アルドステロン症
- 肝機能障害、黄疸
- 胃の不快感、食欲不振、吐き気、嘔吐、下痢
- 発疹、かゆみ

## 注意事項
次の事柄に留意する必要がある。
1. 甘草含有のため血清カリウム値、血圧などに注意する。異常があった場合、投与中止。
2. 高齢者は生理機能の低下のため減量。
3. 妊産婦、小児は安全性未確立である。

次の薬剤との併用により、偽アルドステロン症、ミオパシーが出現しやすくなる。
1. 甘草含有製剤
2. グリチルリチン酸及びその塩類を含有する製剤

次の患者には慎重に投与する。
1. 著しく胃腸の虚弱な患者
2. 食欲不振、悪心、嘔吐がある患者

## 飲用方法
台湾では、この十全大補の材料を煮込み、こげ茶色のスープを作成。そのスープに鶏肉や、羊肉、排骨、なまずなどを入れた各メニューが存在する。台湾に行って「薬膳スープ」というと、これらのものを指す場合が多い。メニューには「十全○○」と書かれてあり、この○○の部分に中に入っている具が鳥なのか羊なのかを指し示す漢字が書かれている。

## その他の事項
薬用酒として販売されていたことのある薬寿の処方には、この十全大補湯と開心薯蕷腎気丸（かいしんしょよじんきがん）が参考にされたとされている

。
他に、八ツ目製薬から十全大補酒という薬酒が販売されていた。